# Хилсборо (Калифорния)
Хилсборо (англ. Hillsborough) — город в округе Сан-Матео в штате Калифорния в Соединённых Штатах Америки.
Согласно данным переписи населения США 2020 года число жителей города 
составляло 11 387 человек, что, для такого небольшого населённого пункта, существенно больше (+ 5.2%), чем было во время предыдущей переписи проводившейся в 2010 году (10 825 человек).

## История
Хилсборо расположен на мексиканском земельном гранте Ранчо Сан-Матео, который был куплен Уильямом Дэвисом Мерри Говардом, сыном богатого судоходного магната из Хилсборо, штат Нью-Гэмпшир (откуда и название), в 1846 году. Говард поселил свою семью в этом районе, что привлекло богатых жителей Сан-Франциско. 

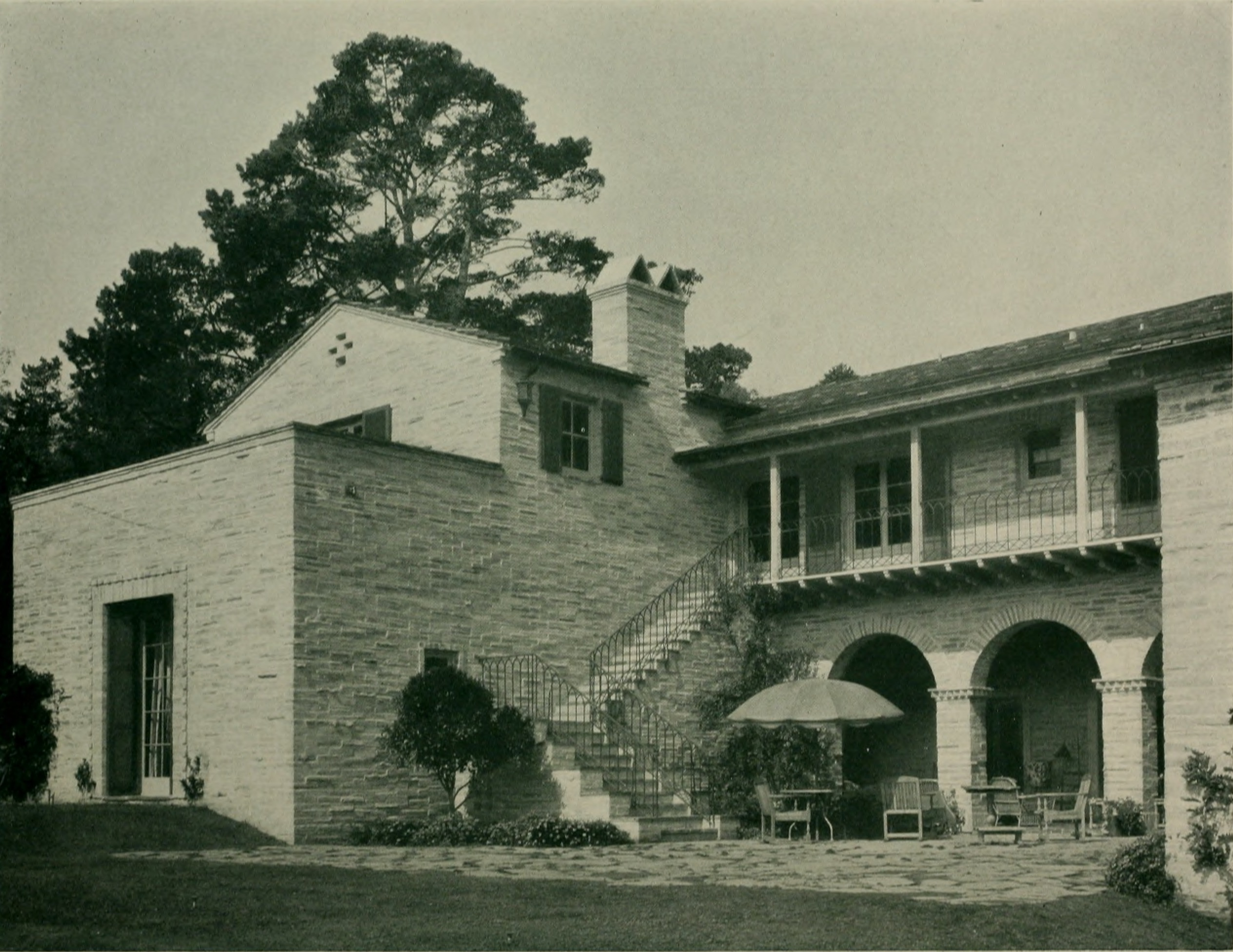
Хилсборо в 1930 году

5 мая 1910 года сообщество было включено в реестр штата и Хилсборо официально стал городом.
Хилсборо известен как город ориентированный для людей с высоким достатком. В ландшафте Хиллсборо преобладают большие дома; постановления о зонировании и разделении города требуют минимального размера дома в 2500 квадратных футов (230 м2) и минимального размера участка в 0,5 акра (2000 м2). В результате в черте города нет квартир, кондоминиумов или таунхаусов.
В городе также нет коммерческого зонирования и, следовательно, нет предприятий в пределах города; единственными нежилыми помещениями являются четыре государственные и три частные школы города, учреждения городского и окружного правительства, поле для гольфа, загородный клуб и небольшие парки.
В 1963 году Джек и Бетти Кен, дети первого поколения китайских иммигрантов, купили землю в городе. Это сделало их первыми небелыми людьми, владеющими землей в городе, что фактически десегрегировало Хилсборо.
С момента создание сообщества, его население постоянно росло и лишь перепись 2010 года показала ту же цифру, что и предыдущая (2000).

## География
Хилсборо расположен в 17 милях (27 км) к югу от Сан-Франциско на полуострове Сан-Франциско, граничит с Берлингеймом на севере, Сан-Матео на востоке,  Хайлендс-Бэйвуд-Парк на юге и межштатной автомагистралью 280 на западе.

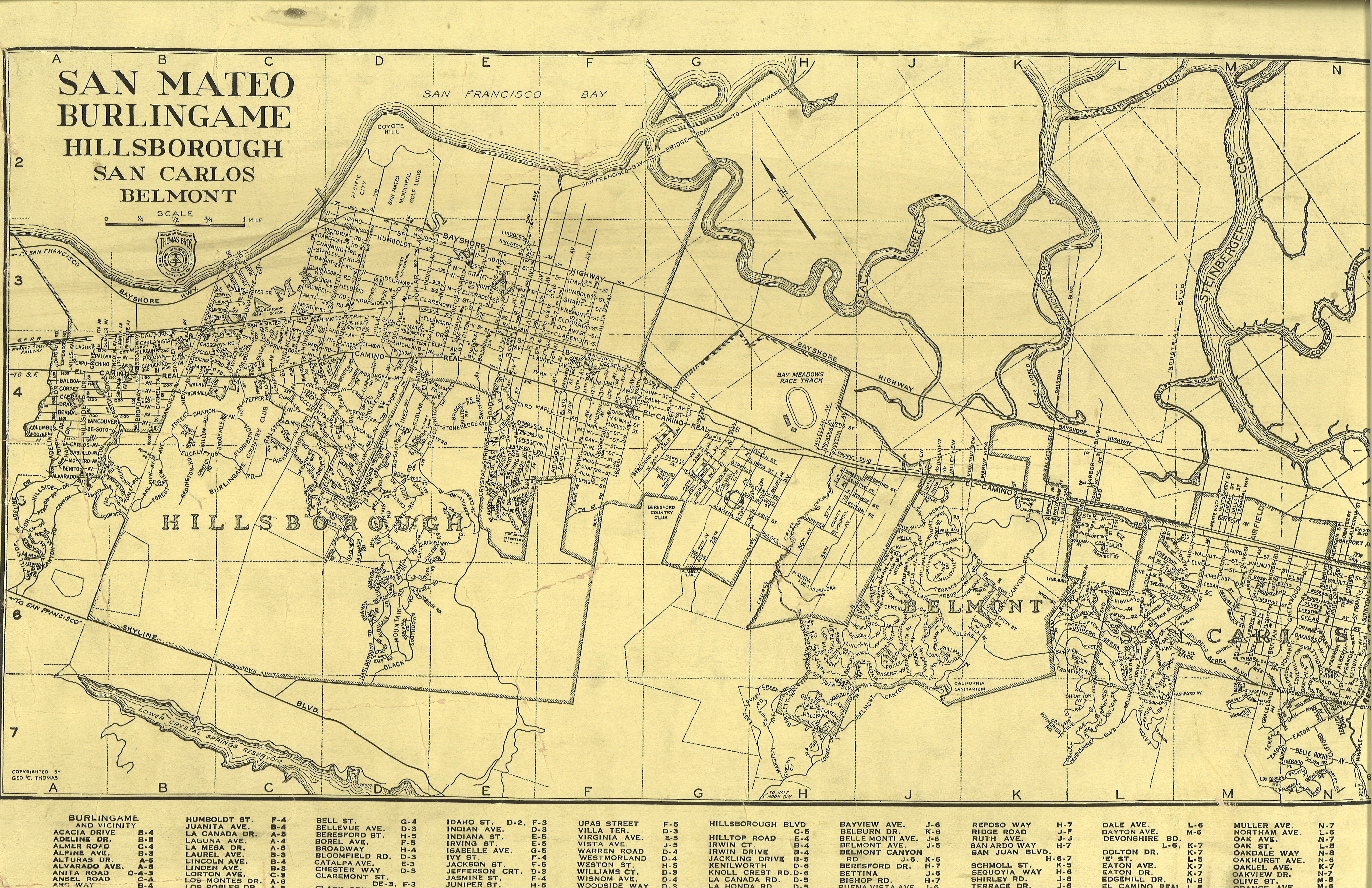
Карта Хилсборо, 1938 год

Очень извилистый и холмистый рельеф местности и невозможность создания сетки планировки делают Хиллсборо сложным для передвижения. Многие участки включают довольно крутые склоны, особенно в западной части города, при этом ландшафт в целом становится более плоским к востоку по мере спуска от автомагистрали к Эль-Камино-Реал и городам Берлингейм и Сан-Матео.
В городе и окрестностях протекают три крупных ручья.
Согласно данным представленным Бюро переписи населения США, общая площадь города составляет 6,2 квадратных мили (16 км2) и вся эта территория приходится на сушу.